# Abraxas leopardina
Abraxas leopardina là một loài bướm đêm trong họ Geometridae.